# Tara Strohmeier
Tara Strohmeier, née à Alameda le 12 avril 1955, est une actrice américaine.

## Biographie
Tara Strohmeier est apparue dans des films de série B des années 1970.
Ses rôles les plus célèbres sont dans Dynamite Girls (1976), où elle incarne la sœur de Claudia Jennings, et dans Hollywood Boulevard de Joe Dante, où elle incarne Jill McBain.
Ayant pris sa retraite, elle vit dans le Comté d'Orange avec ses fils.

## Filmographie
Sauf indication contraire, les informations mentionnées dans cette section peuvent être confirmées par la base de données cinématographiques IMDb,  présente dans la section « Liens externes ».
- 1973 : The Student Teachers de Jonathan Kaplan : Melissa Manoogian (sous le pseudo de Rose Cypress)
- 1974 : Truck Turner et Cie de Jonathan Kaplan : Turnpike
- 1974 : Dirty O'Neil de Leon Capetanos et Lewis Teague : Mary
- 1974 : Candy Stripe Nurses de Alan Holleb : Irena
- 1975 : Cover Girl Models de Cirio H. Santiago : Mandy
- 1976 : Hollywood Boulevard de Allan Arkush et Joe Dante : Jill McBain
- 1976 : Dynamite Girls de Michael Pressman : Pam Morgan
- 1977 : Hamburger film sandwich de John Landis, segment Eyewitness News : fille
- 1978 : Touche pas à mes tennis de Robert J. Rosenthal : Glorianna
- 1979 : On en a rien à secouer ! de William Sachs : Wanda
- 1979 : La Onzième Victime, téléfilm de Jonathan Kaplan : Janie